# 于学伟
于学伟（1974年5月—），天津市人，前中国共产党党员，中国危化品行业企业家，曾任中化集团天津公司副总经理、天津东疆保税港区瑞海国际物流有限公司的隐名持股人和实际控制人，天津港“8·12”特别重大火灾爆炸事故事故责任人，被判处死刑缓期两年执行。

## 生平
1974年5月，于学伟出生于天津一个普通家庭，初中毕业后进入一所国际贸易类中专学校。
1994年，于学伟毕业后进入中化集团天津公司，从事危化品进出口业务，逐步晋升为中化天津公司副总经理、中化天津滨海物流有限公司总经理、天津港中化危险品物流有限公司董事。在中化任职期间，他积累了丰富的行业经验和客户资源。2012年9月，于学伟因腐败问题受到处分，随后离开中化天津。
从中化天津公司离职后，于学伟与天津港公安局原局长董培军之子董社轩合作，又从中化集团天津分公司招募大量员工，创办瑞海国际，成为天津港首家获得民营危化品经营资质的企业，打破中化天津50余年的垄断。
凭借广泛人脉和复杂关系网络，于学伟迅速扩展瑞海业务，以较低价格和高效率抢占市场份额，但也被指存在安全管理漏洞及超量储存危化品等问题。

## 天津港爆炸事件
2015年8月12日，天津港瑞海国际危险品仓库发生特别重大火灾爆炸事故，造成重大人员伤亡和财产损失。事故发生后，瑞海国际实际控制人于学伟被控制。事故调查认定，于学伟作为瑞海国际的主要负责人，对事故负有主要责任。
2016年11月7日至9日，天津市第二中级人民法院和滨海新区法院等9家基层法院对天津“8·12”爆炸案开庭审理，并作出一审判决：于学伟构成非法储存危险物质罪、非法经营罪、危险物品肇事罪、行贿罪，数罪并罚，法院依法判处死刑，缓期二年执行，并处罚金人民币七十万元。

## “隐名股东”问题
于学伟通过其妻子表弟李亮持有瑞海国际物流55%的股份，是隐名股东，涉嫌通过代持股权的安排掩盖违法行为，逃避法律责任。为此，2015年12月15日上午，最高人民法院与最高人民检察院联合发布《关于办理危害生产安全刑事案件适用法律若干问题的解释》，明确自12月16日起，公司、企业的“隐名持股人”亦可构成危害生产安全类犯罪的主体，以防止违法者利用代持规避法律责任，强化对企业安全生产违法行为的法律追责。

## 家庭
于学伟已婚，有两个子女。邻居及员工评价其生活富裕，曾购买多套房产及别墅。